# Wilfred Mwalawanda
Wilfred Mwalawanda (Wilfred Mwalawanda Ngwenya; * 20. Dezember 1944) ist ein ehemaliger malawischer Zehnkämpfer und Speerwerfer.
1970 wurde er bei den British Commonwealth Games in Edinburgh im Speerwurf Fünfter.
Bei den Olympischen Spielen 1972 in München kam er im Zehnkampf mit seiner persönlichen Bestleistung von 6154 Punkten auf den 22. Platz.